# آندروود ۱۵۲۹۴
سیارک ۱۵۲۹۴ (به انگلیسی: 15294 Underwood، نامگذاری:1991VD5) پانزده هزار و دویست و نود و چهارمین سیارک کشف شده‌است که در ۷ نوامبر ۱۹۹۱ کشف شد.
قدر مطلق سیارک برابر ۱۴٫۱۰ است.